# Aechmea warasii
Aechmea warasii är en gräsväxtart som beskrevs av Edmundo Pereira. Aechmea warasii ingår i släktet Aechmea och familjen Bromeliaceae. Inga underarter finns listade i Catalogue of Life.